# Ghost Dog: The Way of the Samurai
Ghost Dog: The Way of the Samurai is een Amerikaanse speelfilm uit 1999 van Jim Jarmusch.

## Verhaal
De mysterieuze Ghost Dog is een huurmoordenaar in dienst van de maffia. Hij verdiept zichzelf in de bushido, de erecode van de samoerai, en ziet zichzelf als een samoerai in dienst van zijn heer. Hij staat met zijn leven in dienst van zijn heer, de maffioso Louie, die hem enkele jaren voordien het leven heeft gered, en met wie hij communiceert via postduiven.
Louie draagt Ghost Dog op om de gangster Handsome Frank te vermoorden omdat die met de dochter van de baas slaapt. Ghost Dog kwijt zich van zijn taak, maar laat het meisje in leven. Omdat hij een maffialid heeft vermoord, verklaart de organisatie hem vogelvrij. Ghost Dog beseft dat hij de hele bende zal moeten uitroeien, maar kan zich niet tegen zijn "meester" Louie keren.

## Rolverdeling
| Acteur            | Personage        |
| ----------------- | ---------------- |
| Forest Whitaker   | Ghost Dog        |
| John Tormey       | Louie            |
| Henry Silva       | maffiabaas Vargo |
| Tricia Vessey     | Louise Vargo     |
| Cliff Gorman      | Sonny Valerio    |
| Richard Portnow   | Handsome Frank   |
| Isaach de Bankolé | Raymond          |
| Camille Winbusch  | Pearline         |

## Kenmerken
- De film wordt beschouwd als een hommage aan de Franse film Le Samouraï van Jean-Pierre Melville.
- De film bevat ook verwijzingen naar de Japanse cultfilm Branded to Kill van Seijun Suzuki.
- Ghost Dog geeft het meisje Pearline het boek Rashomon en andere verhalen van Ryunosuke Akutagawa. In de verfilming Rashomon vertelt Akira Kurosawa hetzelfde verhaal vanuit verschillende gezichtspunten, net zoals Ghost Dog en Louie een ander beeld hebben van de feiten waarop hun band is gebaseerd.
- De soundtrack werd verzorgd door de hiphopartiest RZA van de Wu-Tang Clan.
- De film werd voor het eerst vertoond in de competitie op het Filmfestival van Cannes van 1999.